# Nueva Carrara
Nueva Carrara ist eine Ortschaft in Uruguay.

## Geographie
Sie befindet sich auf dem Gebiet des Departamento Maldonado in dessen Sektor 3. Sie liegt nordwestlich von Pan de Azúcar bzw. nördlich von Gerona am Ufer des Arroyo Pan de Azúcar.

## Einwohner
Nueva Carrara hatte 2011 156 Einwohner, davon 90 männliche und 66 weibliche.
| Jahr | Einwohner |
| ---- | --------- |
| 1963 | 282       |
| 1975 | 65        |
| 1985 | 173       |
| 1996 | 147       |
| 2004 | 118       |
| 2011 | 156       |

Quelle: Instituto Nacional de Estadística de Uruguay

## Söhne und Töchter Nueva Carraras
- Óscar de los Santos (1962-), Politiker (Intendente von Maldonado)